# Урядова криза в Італії (2019)
Урядова криза в Італії сталася у період із серпня по вересень 2019 року. Коли на початку серпня, міністр внутрішніх справ і лідер Ліги Півночі Маттео Сальвіні заявив, що його партія вийде із урядової коаліції і попросить президента республіки призначити дострокові парламентські вибори. Це спровокувало відставку прем'єр-міністра Джузеппе Конте і призвело до формування нового уряду на чолі з Конте.

## Події які передували
На загальних виборах в Італії 2018 року жодна політична партія не отримала абсолютної більшості голосів, що призвело до підвішеного парламенту. 4 березня правоцентристський альянс, в якому Ліга Маттео Сальвіні стала ключовою політичною силою, отримав більшість місць у Палаті депутатів і в Сенаті, у той час як Рух п'яти зірок, що виступає проти істеблішменту, на чолі з Луїджі Ді Майо стала  партією, яка набрала найбільшу кількість голосів. Лівоцентристська коаліція на чолі з Маттео Ренці посіла третє місце. В результаті знадобилися тривалі переговори, перш ніж можна було сформовано новий уряд.
Переговори між Рухом та Лігою призвели до пропозиції так званого «уряду змін» під керівництвом Джузеппе Конте, професора права, близького до Руху. Після деякої суперечки з президентом Серджо Матареллою, кабінет Конте, який був названий ЗМІ як «перший повністю популістський уряд у Західній Європі», був приведений до присяги 1 червня.

## Політична криза
У серпні 2019 року заступник прем'єр-міністра Сальвіні оголосив вотум недовіри Конте після зростання напруженості всередині коаліції. Дії Сальвіні сталися відразу після голосування в Сенаті щодо будування високошвидкісної залізниці Турин-Ліон, в якому Ліга проголосувала проти спроби Руху заблокувати будівельні роботи. Багато політологів вважають, що вотум недовіри був спробою провести дострокові парламентські вибори, щоб поліпшити становище Ліги в парламенті, гарантуючи, що Сальвіні може стати наступним прем'єр-міністром. 20 серпня, після парламентських дебатів, під час яких Конте різко звинуватив Сальвіні у цьому, що він політичний опортуніст, який «спровокував політичну кризу лише у своїх особистих інтересах». Після цих подій прем'єр-міністр подав у відставку зі своєї посади президенту Серджо Матарелле.

## Формування нового уряду

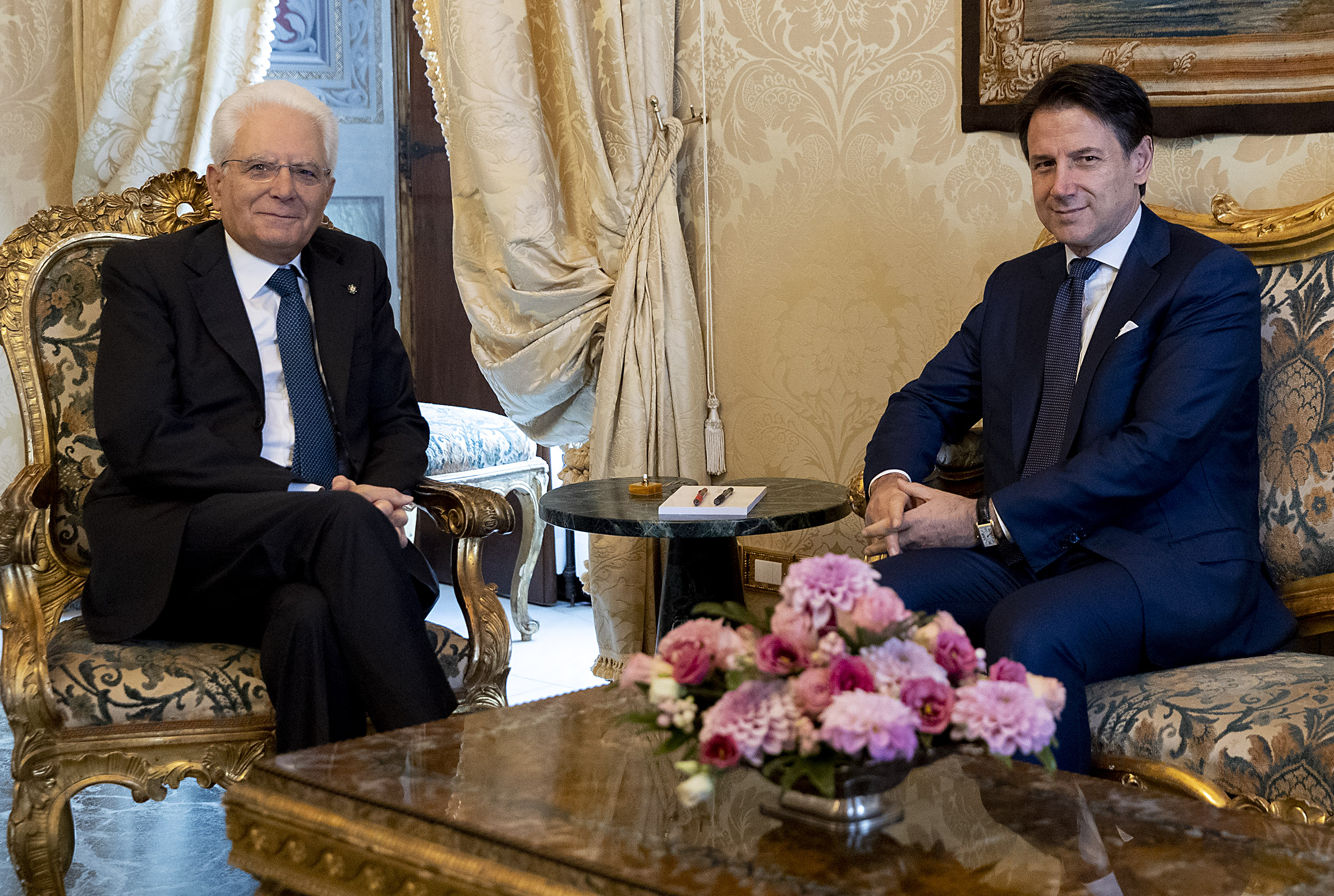
Джузеппе Конте з президентом Італії Матареллою

Після декількох консультацій з політичними партіями Матарелла викликав Конте до Квіринальського палацу 29 серпня, щоб дати йому завдання сформувати новий уряд.

## Міжнародна реакція

### Європейський Союз
- Президент Європейської комісії Жан-Клод Юнкер направив Джузеппе Конте вітальний лист, додавши: "Я переконаний, що Італія зможе відіграти важливу роль у вирішенні європейських проблем".
- Перший віцепрезидент Європейської комісії Франс Тіммерманс сказав, що Другий уряд Джузеппе Конте «добрий для Європи», і він «справді не може дочекатися, щоб попрацювати з новим урядом».
- Голова Європейського парламенту Давид Сассолі написав у Твіттері: «Стабільність Італії важлива для ЄС. Я бажаю новому уряду всього найкращого і з нетерпінням чекаю на зустріч із ним у Брюсселі».

### Сполучені Штати Америки
- Президент Сполучених Штатів Дональд Трамп похвалив Джузеппе Конте та висловив сподівання, що він «сподіваюся, залишиться прем'єр-міністром».